# Ray Flaherty
Raymond Paul Flaherty (Spokane, 1º settembre 1903 – Coeur d'Alene, 19 luglio 1994) è stato un allenatore di football americano e giocatore di football americano statunitense.
È stato inserito nella Pro Football Hall of Fame nel 1976 per i meriti come capo-allenatore.

## Carriera professionistica
Flaherty giocò nella NFL principalmente coi New York Giants con cui vinse il campionato NFL nel 1934. Si ritirò come giocatore nel 1935 e il suo numero 1 fu immediatamente ritirato dalla franchigia, il primo numero della storia ad essere ritirato nella storia dei quattro maggiori sport professionistici americani. I maggiori successi, Flaherty li ottenne però come capo-allenatore dei Washington Redskins. Guidati sul campo dal quarterback Sammy Baugh, la squadra vinse quattro titoli di division  (1936, 1937, 1940, 1942) e due campionati NFL nel 1937 e nel 1942.  Flaherty servì nella Marina degli Stati Uniti fino al 1945. Al suo ritorno, accettò il ruolo di capo-allenatore dei New York Yankees nella All-America Football Conference con cui vinse due titoli di division nei due anni di permanenza. Lasciò gli Yankees a metà della stagione 1948 e trascorse il 1949 come allenatore dei Chicago Hornets sempre nella AAFC.
Tra le sue innovazioni, Flaherty è accreditato per aver inventato lo screen pass nel 1937.

## Palmarès

### Franchigia
- Campionati NFL: 3

New York Giants: 1934 (giocatore)
Washington Redskins: 1937, 1942 (allenatore)

### Individuale
- Leader della NFL in yard ricevute: 1

1932
- Leader della NFL in touchdown su ricezione: 1

1932
- Numero 1 ritirato dai New York Giants
- 80 Greatest Redskins
- Pro Football Hall of Fame (classe del 1976)